# Sára Bejlek
Sára Bejlek, née le 31 janvier 2006 à Hrušovany nad Jevišovkou, est une joueuse de tennis tchèque, professionnelle depuis 2021.

## Carrière
Sára Bejlek commence sa carrière sur le circuit ITF en 2021. À l'âge de 15 ans seulement, elle s'adjuge le cinquième tournoi professionnel qu'elle dispute à Olomouc (60 000 $) contre Paula Ormaechea (6-0, 6-0). Elle fait partie de l'équipe Tchèque qui s'impose lors de la Junior Billie Jean King Cup avec Brenda Fruhvirtová.
En 2022, elle participe aux Internationaux de France junior. Défaite en demi-finale en simple par sa compatriote Lucie Havlíčková, elle remporte le titre en double avec cette dernière. Elle débute la même année sur le circuit WTA en simple en lors des qualifications du tournoi de Wimbledon (défaite au 1er tour) puis parvient à entrer dans le grand tableau de l'US Open après trois victoires en qualifications. Elle rajoute trois titres à son actif sur le circuit secondaire.
En janvier 2023, elle se qualifie pour l'Open d'Australie où elle est défaite par Barbora Krejčíková. Le 19 novembre, elle remporte son 1er titre WTA 125 au tournoi de Colina en dominant en finale la Française Diane Parry.
Elle se révèle au printemps 2024 à l'occasion du WTA 1000 de Madrid puisqu'elle écarte successivement Anna Blinkova, Anna Kalinskaya et Ashlyn Krueger après être sorti des qualifications. Elle est battue par Elena Rybakina en huitièmes de finale. Sa progression se voit cependant freinée par des blessures car elle ne remporte que trois matchs au cours des cinq mois suivants. Elle se reprend en fin de saison en disputant deux demi-finales en Amérique du Sud.

## Palmarès

### Titres en simple en WTA 125
| No | Date       | Nom et lieu du tournoi  | Catégorie | Dotation  | Surface      | Finaliste             | Score    |          |
| -- | ---------- | ----------------------- | --------- | --------- | ------------ | --------------------- | -------- | -------- |
| 1  | 13-11-2023 | LP Open by IND, Colina  | WTA 125   | 115 000 $ | Terre (ext.) | Diane Parry           | 6-2, 6-1 | Parcours |
| 2  | 02-06-2025 | Makarska Open, Makarska | WTA 125   | 115 000 $ | Terre (ext.) | V. Jiménez Kasintseva | 6-0, 6-1 | Parcours |

## Parcours en Grand Chelem

### Simples dames
| Année | Open d'Australie | Open d'Australie   | Internationaux de France | Internationaux de France | Wimbledon | Wimbledon          | US Open         | US Open            |
| ----- | ---------------- | ------------------ | ------------------------ | ------------------------ | --------- | ------------------ | --------------- | ------------------ |
| 2022  | —                | —                  | —                        | —                        | Q1        | Emina Bektas       | 1er tour (1/64) | Liudmila Samsonova |
| 2023  | 1er tour (1/64)  | Barbora Krejčíková | 1er tour (1/64)          | Kamilla Rakhimova        | Q1        | Brenda Fruhvirtová | Q1              | Wang Yafan         |
| 2024  | 1er tour (1/64)  | Leylah Fernandez   | —                        | —                        | —         | —                  | Q1              | Elizabeth Mandlik  |
| 2025  | 1er tour (1/64)  | Caroline Dolehide  | 2e tour (1/32)           | Jaqueline Cristian       | —         | —                  | Q1              | Destanee Aiava     |

N.B. : à droite du résultat se trouve le nom de l'ultime adversaire.

## Parcours en WTA 1000
Les WTA 1000 constituent les catégories d'épreuves les plus prestigieuses, après les quatre levées du Grand Chelem.

### En simple dames
| Année |       |              |       |        |      |                           |            |       |             |       |  |  |
| Doha  | Dubaï | Indian Wells | Miami | Madrid | Rome | Canada                    | Cincinnati | Pékin |             | Tokyo |  |  |
| Doha  | Dubaï | Indian Wells | Miami | Madrid | Rome | Canada                    | Cincinnati | Pékin | Wuhan       |       |  |  |
| Doha  | Dubaï | Indian Wells | Miami | Madrid | Rome | Canada                    | Cincinnati | Pékin | Guadalajara |       |  |  |
| 2024  |       |              |       |        |      | 4e tour (1/8) E. Rybakina |            |       |             |       |  |  |

Sous le résultat, l’ultime adversaire.
1. 1 2   Les tournois de Doha et Dubaï alternent le statut de tournoi WTA 1000 (ex Premier 5) entre 2009 et 2023 : les trois premières éditions ont lieu à Dubaï, les trois suivantes à Doha, puis Dubaï accueille le tournoi de cette catégorie les années impaires et Dubaï les années paires. De 2011 à 2023, la ville qui n’accueille pas de WTA 1000 organise à la place un tournoi WTA 500 (ex Premier).
2. 1 2 3 4 5 6 7 8   L’ordre de déroulement des tournois a évolué depuis 2009 : Rome se dispute avant Madrid et Cincinnati avant Montréal/Toronto jusqu’en 2010, tandis que Tokyo (2009-2013)-Wuhan (2014-2019, 2024-)-Guadalajara (2022-2023) ont lieu avant Pékin jusqu’en 2023.

## Classements WTA en fin de saison
| Année          | 2021 | 2022 | 2023 | 2024 |
| Rang en simple | 380  | 189  | 190  | 142  |
| Rang en double | 831  | 893  | 742  | 742  |

Source : (en) Classements de Sára Bejlek sur le site officiel de la Fédération internationale de tennis